# Richard Ansdell

Richard Ansdell (Liverpool, 11 de mayo de 1815 - Frimley, Condado de Surrey, 20 de abril de 1885) fue un pintor y grabador inglés. Gran parte de su obra está constituida por pinturas de género y escenas en la que se representan animales.
En 1856 Ansdell acompañado por el también pintor John Phillip visitó España, principalmente Andalucía, y realizó diversos lienzos inspirados en escenas populares.